# Economía de los Estados Confederados de América

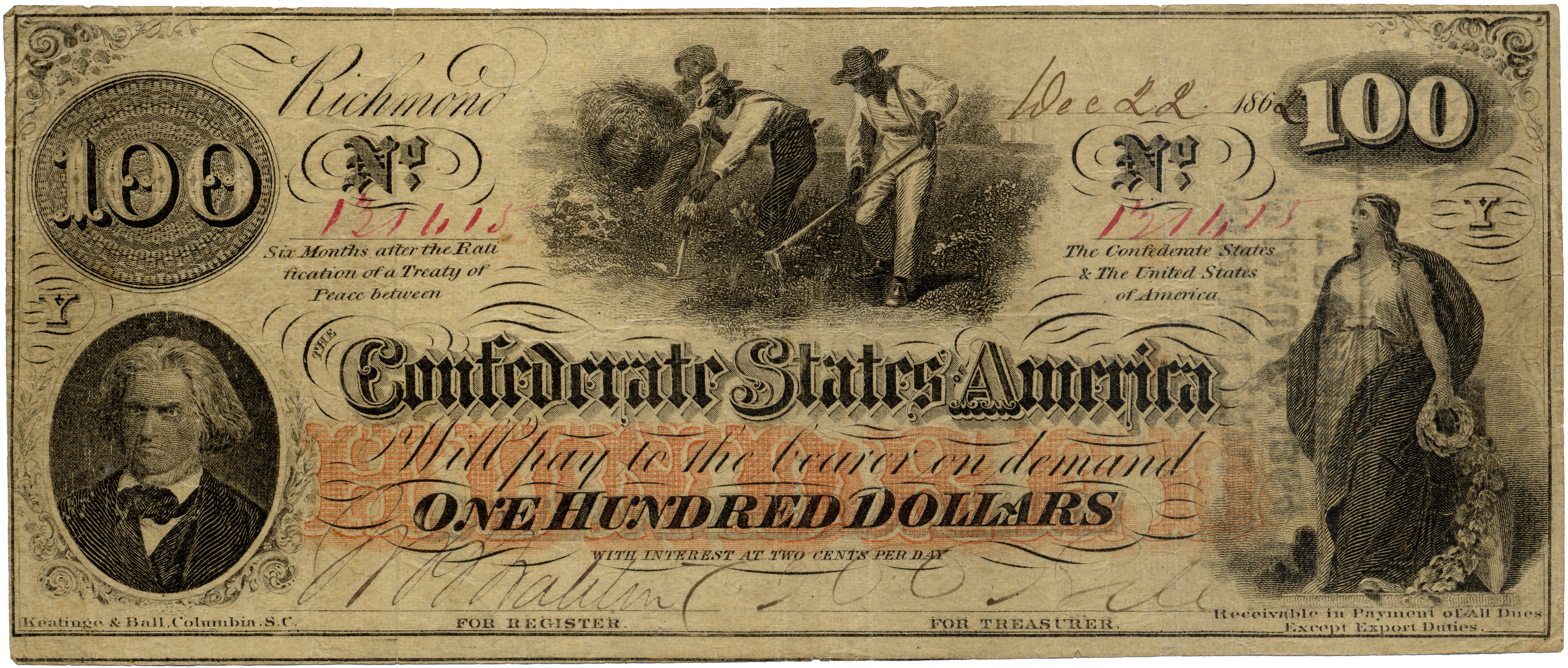
Billete de 100 dólares de los Estados Confederados de América.

Los Estados Confederados de América tenían una economía de base agraria gracias al trabajo esclavo en las plantaciones de algodón para su exportación a Europa y norte de Estados Unidos.
Si se clasifica como nación independiente, habría sido el cuarto país más rico del mundo en 1860. Cuando la Unión bloqueó sus puertos en el verano de 1861, las exportaciones de algodón se redujeron en un 95% y el Sur tuvo que reestructurarse para hacer hincapié en la producción de alimentos y de municiones.
Después de perder el control de sus principales ríos y puertos, tuvo que depender de un sistema ferroviario que, con algunas reparaciones, equipos anticuados y redadas federales, se derrumbó enseguida. La infraestructura financiera se derrumbó durante la guerra  por la inflación que destruyó los bancos y obligó a avanzar hacia una economía de trueque entre la población civil. El gobierno se ocupó de los suministros necesarios y la ganadería (con el pago de los certificados que se suponía que se liquidarían una vez acabara la guerra, pero nunca se dieron). En 1865 la economía estaba en ruinas.

## Bloqueo naval de la Unión
Los Estados Unidos de América (la «Unión») bloqueó los puertos marítimos más importantes de los Estados Confederados de América (la «Confederación»), de manera que el comercio que la Confederación mantenía con el Reino Unido de Gran Bretaña e Irlanda fue detenido por completo, suponiendo un estancamiento de la industria textil británica, la cual tenía como nuevos proveedores las producciones de Egipto y la India, pero aún dependía en gran media de los productores  algodoneros del Sur de los Estados Unidos.